# Merocryptus durandi
Merocryptus durandi is een krabbensoort uit de familie van de Leucosiidae. De wetenschappelijke naam van de soort is voor het eerst geldig gepubliceerd in 1955 door Serène.